# Aston Martin AMR1
Aston Martin AMR1 är en sportvagn, tillverkad av den brittiska biltillverkaren Aston Martin 1989.

## Aston Martin AMR1
Aston Martin hade tävlat framgångsrikt i sportvagns-VM under femtiotalet, men sedan stallet vunnit Le Mans 24-timmars 1959 drog man sig tillbaka från sportvagnsracingen. I början av åttiotalet lockades Aston tillbaka, när FIA införde Grupp C-bilarna. Aston mjukstartade som leverantör av motorer till Nimrod Racing Automobiles. När Nimrod-stallet tvingades ställa in verksamheten efter 1984 började Aston Martin planera för en comeback under eget namn. 
Den nya bilen togs fram av Aston Martin i samarbete med det skotska racingstallet Ecurie Ecosse. Parterna startade Proteus Technology Ltd, eller Protech, för utveckling och tillverkning av tävlingsbilar. Motorn hämtades från Virage-modellen och vidareutvecklades för tävling av Callaway Cars, idag mest kända för sina racing-Corvetter. Bilen debuterade säsongen 1989, men som så många andra tävlingsbilar gjorde den ingen större succé under sin första säsong. Protech hade en vidareutvecklad version klar till 1990, men innan säsongen startat tog pengarna slut och företaget gick i konkurs. Aston Martin saknade resurser att fortsätta projektet själva och drog sig än en gång tillbaka från motorsporten.

## Tekniska data
| Tekniska data               | AMR1                                                                  |
| --------------------------- | --------------------------------------------------------------------- |
| Motor:                      | Mittmonterad 8-cylindrig V-motor                                      |
| Cylindervolym:              | 6300 cm³                                                              |
| Max effekt vid varvtal:     | 740 hk vid 7 750 v/min                                                |
| Ventilstyrning:             | Dubbla överliggande kamaxlar per cylinderrad, 4 ventiler per cylinder |
| Bränslesystem:              | Bränsleinsprutning                                                    |
| Växellåda:                  | 5-växlad manuell                                                      |
| Hjulupphängning fram & bak: | Dubbla tvärlänkar, skruvfjädrar                                       |
| Bromsar:                    | Hydrauliska skivbromsar                                               |
| Chassi & kaross:            | Självbärande monocoque av kolfiber                                    |
| Torrvikt:                   | 900 kg                                                                |

## Tävlingsresultat

### Sportvagns-VM 1989
Aston Martin AMR1 tävlade bara en säsong, 1989. Bästa resultatet blev en fjärdeplats på Brands Hatch för David Leslie och Brian Redman.
Stallet slutade på en sjätteplats i VM.